# اچ‌ان‌ال‌ام‌اس آمستردام (ای۸۳۶)
اچ‌ان‌ال‌ام‌اس آمستردام (ای۸۳۶) (به انگلیسی: HNLMS Amsterdam (A836)) یک کشتی است که طول آن ۱۶۶ متر (۵۴۴ فوت ۷ اینچ) می‌باشد.